# Columbo: Tod am Strand
Tod am Strand (Originaltitel: Identity Crisis) ist eine erstmals im Rahmen der NBC-Sunday-Mystery-Movie-Serie gesendete Episode der Kriminalfilm-Reihe Columbo aus dem Jahr 1975. Die deutschsprachige Erstausstrahlung der dritten Folge der fünften Staffel folgte erst 1992 auf RTL plus. Der irisch-US-amerikanische Schauspieler Patrick McGoohan, der zum ersten Mal in der Reihe auch Regie führte, verkörpert als Geheimagent Nelson Brenner den Gegenspieler von Inspektor Columbo, dargestellt von Peter Falk.

## Handlung
Nelson Brenner ist ein erfolgreicher Unternehmensberater und arbeitet darüber hinaus als Geheimagent mit dem Decknamen „Colorado“ für die Regierung. Überraschend kontaktiert ihn sein früherer Partner „Geronimo“, der sich inzwischen eine neue bürgerliche Tarnidentität als A. J. Henderson zugelegt hat. Dieser hält Brenner für einen Doppelagenten und fordert die noch ausstehende Entlohnung für einen lange zurückliegenden Auftrag. Brenner fürchtet um seine eigene Sicherheit und ist gezwungen, den Erpresser auszuschalten. Während einer Besprechung in einem Vergnügungspark unterbreitet er Henderson das Angebot, als Unterhändler einen Mikrofilm von einem Mann namens „Steinmetz“ zu beschaffen. Am Abend trifft Henderson seinen Kontaktmann Lawrence Melville in einer Bar und folgt ihm anschließend zum nahegelegenen Pier. Nachdem Melville den abgeschiedenen Strand unterhalb der Brücke wieder verlassen hat, tritt Brenner plötzlich aus dem Schatten und erschlägt Henderson mit einem Reifenheber. Für die Polizei sieht es zunächst nach einem Raubüberfall aus, weil keine persönlichen Gegenstände beim Opfer gefunden worden sind. Doch Inspektor Columbo kann sich nicht erklären, warum das Jackett neben der Leiche liegt. Eine Streichholzpackung führt ihn und Sergeant Kramer zum Barkeeper, der die beiden Männer beobachtet hat. Der ehemalige Polizist erkennt Melville tags darauf im Präsidium auf einem Fahndungsfoto wieder.
Am nächsten Morgen diktiert Brenner in seinem Büro eine Rede für einen Kunden auf Tonband, die seine Sekretärin später abtippen soll. Um sich ein Alibi zu verschaffen, verstellt er die Zimmeruhr, sodass das Geläut im Hintergrund den Anschein erweckt, das Band würde zur Tatzeit am späten Vorabend laufen. Derweil findet Kramer den Namen des Ermordeten heraus. Eine Befragung beim mutmaßlichen Arbeitgeber führt jedoch ins Leere, da eine andere Person als „A. J. Henderson“ unter Vertrag steht. Verwirrt macht sich der Inspektor nach einem weiteren Hinweis auf den Weg zum Freizeitpark. Er entdeckt Henderson zusammen mit Brenner auf einem der Fotos vom Vortag, die ein Team des Parks von zufällig ausgewählten Gästen aufgenommen hat. Columbo sucht Brenner auf, der zögernd vorgibt, Henderson für sein Unternehmen abwerben zu wollen. Im Verlauf des Tages stattet der „Direktor“ Phil Corrigan dem Agenten einen ungeplanten Besuch in dessen Villa ab, um seiner Besorgnis über die jüngsten Ereignisse Ausdruck zu verleihen. Daraufhin lockt Brenner mit verstellter Stimme den nach seiner Vernehmung beunruhigten Melville an einen abgelegenen Ort in den Bergen. Als „Steinmetz“ verkleidet gelingt es ihm, die Bedenken des Mittelsmannes auszuräumen. Er stellt Melville seinen Wagen zur Verfügung und zündet kurz darauf eine ferngesteuerte Bombe. Die Sprengkraft ist gering genug bemessen, um den Mordverdacht von Brenner zwar abzulenken, den Fahrer aber nicht zu töten. Im Krankenhaus unterstützt der verletzte Melville die Polizei bei der Anfertigung eines Phantombildes von seinem Auftraggeber.
Die falschen Spuren ignorierend, konzentriert sich der Inspektor auf Brenner als Hauptverdächtigen, zumal die Sekretärin einräumt, den Aufenthaltsort ihres Vorgesetzten zum Zeitpunkt des Mordes nicht zu kennen. Dieser droht mit Konsequenzen, sollte er weiterhin belästigt werden. Am Nachmittag wird Columbo im Imbiss des Travel Town Museums von Mitarbeitern der CIA angesprochen. Corrigan klärt ihn über Brenners und Hendersons Agententätigkeit sowie der bislang vergeblichen Suche nach dem mysteriösen „Steinmetz“ auf. Im Anschluss trifft Brenner den Inspektor zufällig wieder und lädt ihn in sein Haus ein. Dort interessiert sich Columbo für ein Foto, auf dem der Agent in jungen Jahren als Kampfpilot abgebildet ist. Am Folgetag macht er sich auf den Weg in Brenners Büro und zeigt ihm die von einem Polizeizeichner künstlerisch überarbeitete Version des Fotos: Es zeigt auffallende Ähnlichkeit mit Melvilles Beschreibung von „Steinmetz“. Der Inspektor lässt danach das aufgezeichnete Band abspielen. Zu Beginn der Aufnahme ist das Schließen der Jalousie zu hören – ein Indiz für die in das Zimmer scheinende Morgensonne. Außerdem erwähnt Brenner in seinem Vortrag den chinesischen Boykott der bevorstehenden Olympischen Spiele. Diese Nachricht wurde aber erst mehr als sieben Stunden nach dem durch den Uhrschlag suggerierten Zeitpunkt offiziell bekannt gegeben. Das wichtigste Indiz bleibt indes die ausgezogene Jacke des Toten: Nur ein Agent konnte wissen, dass Henderson ein verräterisches Schulterholster trug. Brenner beklagt, ein ankommendes Liebespaar habe ihn daran gehindert, dem Opfer die Jacke wieder anzuziehen.

## Hintergrund
Neben seiner Schauspieltätigkeit übernahm Patrick McGoohan zum ersten Mal die Regie für eine Episode und war in dieser Rolle für vier weitere Folgen der Fernsehreihe verantwortlich. Über die Zusammenarbeit mit dem Hauptdarsteller äußerte er sich wie folgt: “Peter wanted a director he could rely on. I had been spoiled in England. I was given total control of the projects I directed. So I was wary about directing an American television show, but I was given total control by Peter and Everett Chambers. They had a classy story. It needed some work, but Peter was a wonderful actor for a director. Peter is a meticulous man. He is a very careful actor. My association with Columbo continued because Peter liked me and I liked him. If he said, ‘I want you to do this’, I would try to do it.” (deutsch: „Peter wollte einen Regisseur, auf den er sich verlassen konnte. Ich war in England verwöhnt worden. Mir wurde die vollständige Kontrolle über die von mir geleiteten Projekte übertragen. Ich hatte also Bedenken, bei einer amerikanischen Fernsehsendung Regie zu führen, aber Peter und Everett Chambers übertrugen mir die totale Kontrolle. Sie boten eine klassische Geschichte. Es bedurfte einiger Arbeit, aber Peter war ein wunderbarer Schauspieler für einen Regisseur. Peter ist ein akribischer Mann. Er ist ein sehr sorgfältiger Schauspieler. Meine Verbindung zu „Columbo“ blieb bestehen, weil Peter mich mochte und ich ihn mochte. Wenn er sagen würde: ‚Ich möchte, dass Du das tust‘, würde ich versuchen, es umzusetzen.“)

## Besetzung und Synchronisation
Die deutschsprachige Synchronfassung entstand im Jahr 1992 bei der Alster Studios Synchron unter der Dialogregie von Peter Kirchberger. Eberhard Storeck schrieb das Dialogbuch.
| Figur                                     | Darsteller        | Deutscher Sprecher       |
| ----------------------------------------- | ----------------- | ------------------------ |
| Lieutenant Columbo                        | Peter Falk        | Claus Biederstaedt       |
| Gaststars                                 |                   |                          |
| Nelson Brenner / „Colorado“ / „Steinmetz“ | Patrick McGoohan  | Heinz Drache             |
| Lawrence Melville                         | Otis Young        | Peter Kirchberger        |
| Louie                                     | Val Avery         | Wolfgang Schimmelpfennig |
| A. J. Henderson / „Geronimo“              | Leslie Nielsen    | Peter Lakenmacher        |
| Weitere Darsteller                        |                   |                          |
| Phil Corrigan                             | David White       | Franz Rudnick            |
| Sergeant George Kramer                    | Bruce Kirby       | Helgo Liebig             |
| Salvatore De Fonte                        | Vito Scotti       | Horst Stark              |
| Joyce                                     | Barbara Rhoades   | Traudel Sperber          |
| Schaubudenbesitzer                        | William Mims      | Peter Heinrich           |
| Cliff Anderson                            | Carmen Argenziano | Hans Sievers             |
| Fotoladenbesitzer                         | Cliff Carnell     | Ben Hecker               |
| Parsons                                   | Paul Gleason      |                          |
| Mädchen                                   | Alicia Chambers   | Stephanie Damare         |

## Rezeption
Die Fernsehzeitschrift TV Spielfilm vergab eine positive Wertung (Daumen hoch): „Verbrechen lohnt sich nicht, der Film schon.“
Der Autor Michael Striss wertete mit zwei von vier Sternen (durchschnittlich). Er bemängelte Schwächen im Drehbuch, lobte aber die Regie- und Schauspielarbeit des Widersachers: „Die beiden Freunde Falk und McGoohan geben sich in ihrem Zusammenspiel wieder großartig. Die eindringliche Szene in Brenners Haus, in der sich beide Gegner umschleichen, gibt davon Zeugnis. Allein die Story will nicht so recht zünden. Das Tonband als Beweis ist nicht neu. Die CIA-Aktivitäten wirken eher unglaubwürdig. Der Regisseur McGoohan hingegen macht seine Sache ausgesprochen gut und hat dem Schauspieler McGoohan den gewohnt stoischen Ausdruck verordnet, mit dem er jederzeit Herr der Lage zu sein glaubt. Verlierer in diesem Spiel ist nach »Schritte aus dem Schatten« zum zweiten Mal Leslie Nielsen.“
Der Autor Mark Dawidziak stellte eine Analogie zur dritten Episode der zweiten Staffel fest: „Tod am Strand ähnelt Wenn der Eismann kommt in vielerlei Hinsicht. In beiden Episoden hört sich Columbo ein Tonband mit der Stimme des Mörders an und sucht nach einem Geräusch, das sein Alibi zerstören könnte. Beide haben schwache Auflösungen. […] Am Ende von Wenn der Eismann kommt hat Columbo Paul Hanlons Alibi platzen lassen. Dennoch hat er darüber hinaus nicht viel erreicht. Es gibt keine Waffe. Es gibt keine Beweise dafür, dass Paul am Tatort war. Das Gleiche gilt für die Argumente des Inspektors gegen Nelson Brenner. Es gibt sicherlich Beweise dafür, dass er gelogen hat, als er die Rede diktierte. Es gibt hingegen keine Beweise dafür, dass er sich zum Zeitpunkt des Mordes unter dem betreffenden Pier aufhielt. Es gibt keine Waffe mit seinen Fingerabdrücken. Zudem bleibt das Motiv unklar. […] Beinahe zu komplex in der Handlung, wird Tod am Strand durch das Vergnügen gerettet, Falk wieder an der Seite von McGoohan zu sehen. Die Kombination hat in Des Teufels Corporal der vorherigen Staffel so gut funktioniert […]. Der Schauspieler spielt Nelson noch exzentrischer als Colonel Rumford. Selten gibt es einen Darsteller, der Regie für sich selbst führen kann, ohne die eigene Charakterzeichnung zu schwächen. McGoohan hat dieses Kunststück vollbracht, ohne zuzulassen, dass die Ablenkung durch die Regie die herrlich unkonventionelle Darstellung beeinträchtigt. Tatsächlich bietet seine ungewöhnlich abgehackte Sprechweise eine Reihe von wunderbaren Überraschungen für das Ohr. Er wechselt plötzlich zu einer hohen Stimmlage oder einem unvorhersehbaren Tonfall.“